# Rudolf Müller (Politiker, 1924)
Rudolf Müller (* 23. Dezember 1924 in Niederfischbach; † 20. April 1987 ebenda) war ein deutscher Politiker (CDU).

## Leben und Beruf
Müller machte eine Lehre zum Schlosser und technischen Zeichner. Von 1942 bis 1946 war er bei der Wehrmacht und in Kriegsgefangenschaft. Danach arbeitete er bis 1955 in seinem Beruf und war ab 1956 Geschäftsführer der IG Metall in der Verwaltungsstelle Betzdorf.

## Politik
Müller trat 1946 in die CDU ein. Müller kandidierte 1965 auf der Landesliste der CDU Rheinland-Pfalz für den Bundestag, wurde aber nicht gewählt. 1969 kandidierte er erneut und wurde in den Bundestag gewählt (Mitglied des 6. Deutschen Bundestages). Nach der Bundestagswahl 1972, der ersten vorgezogenen, war er nicht mehr MdB. 